# Giovanna Troldi
Giovanna Troldi (Dolo, ciutat metropolitana de Venècia, 31 d'octubre de 1968) va ser una ciclista italiana. Del seu palmarès destaquen tres Campionats nacional en contrarellotge.

## Palmarès en ruta
- 2000
  - 1a al Gran Premi GFM Meccanica
- 2002
  -  Campiona d'Itàlia en contrarellotge
  - Vencedora d'una etapa a l'Eko Tour Dookola Polski
- 2003
  -  Campiona d'Itàlia en contrarellotge
- 2004
  -  Campiona d'Itàlia en contrarellotge
- 2007
  - Vencedora d'una etapa a l'Emakumeen Euskal Bira

## Palmarès en pista
- 2003
  -  Campiona d'Itàlia en Persecució
  -  Campiona d'Itàlia en Scratch
- 2004
  -  Campiona d'Itàlia en Persecució